# Медичи, Джованни (1421)
Джова́нни Ме́дичи (итал. Giovanni de’ Medici), он же Джова́нни, сын Ко́зимо Ме́дичи (итал. Giovanni di Cosimo de' Medici; 3 июля 1421, Флоренция, Флорентийская республика — 23 сентября 1463, там же) — банкир и политик из рода Медичи. Меценат. Коллекционировал произведения древнеримского и ренессансного искусства, музыкальные инструменты и сочинения античных писателей.

## Биография

### Ранние годы

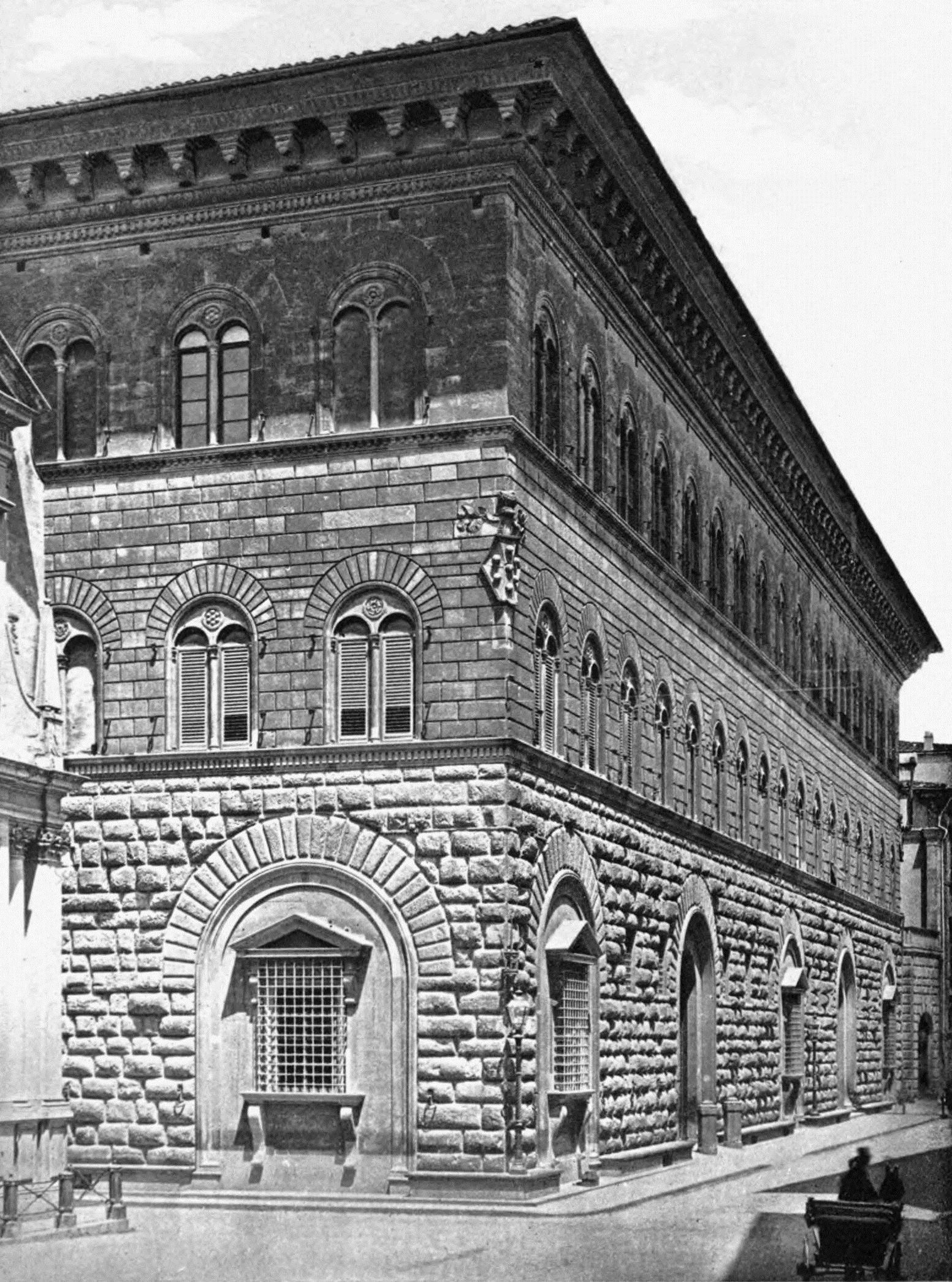
Старый дом Медичи (ныне дворец Медичи-Риккарди), в котором родился Джованни Медичи

Родился во Флоренции 3 июля 1421 года в семье банкира Козимо Старшего Медичи и Контессины де Барди. Он был младшим братом Пьеро Подагрика. По отцовской линии приходился внуком известному банкиру Джованни Медичи и Пиккарде, дочери благородного флорентийца Эдоардо Буэри. По материнской линии был внуком Алессандро Барди, графа Вернио и Эмилии (или Камиллы), дочери Раньери Панноккьески, графа Эльчи.
Как и всех сыновей Козимо Старшего, Джованни с ранних лет готовили к профессии торговца и банкира. В 1426 году он был записан в гильдию менял. В 1433—1434 году, вместе с семьёй, пережил изгнание в Венецию и возвращение во Флоренцию. В 1435 году вступил в гильдию ткачей. В 1438 году стал одним из владельцев лавки тканей в родном городе. В марте — июле того же года руководил филиалом банка Медичи в Ферраре. Ремеслу Джованни обучал клиент и фактотум его отца Джованни Каффереччи. Юноша был недоволен своим положением в семье. Во-первых, ему не нравилась профессия торговца. Во вторых, он хотел, как и старший брат, быть финансово независимым и участвовать в общественной жизни Флоренции.
Козимо Старший позаботился о том, чтобы его сыновья получили хорошее гуманитарное образование. По свидетельству современника, Джованни с детства проявлял особое усердие в изучении латинского языка. Его учителя, гуманисты Карло Марсуппини и Антонио Пачини, смогли привить ученику любовь к античной культуре и искусству. Джованни собирал книги с произведениями древнеримских и древнегреческих авторов на латинском языке. На него работали переписчики и библиотекари Веспазиано да Бистиччи и Герардо дель Чирьяджо. В Риме, при посредничестве работников филиала банка Медичи и единокровного брата Карло Медичи, служившего апостольским протонотарием, он приобрёл многочисленные античные скульптуры и медали. Его протекции искали многие учёные современники. Среди друзей Джованни были Донато Аччайоли, Джанноццо Манетти, Аламанно Ринуччини, Франческо да Кастильоне. Последнему он помог в 1446 году занять кафедру древнегреческого языка во Флорентийском университете. Ему предлагали свои услуги Франческо Филельфо и молодой Марсилио Фичино.
Интерес к наукам не мешал Джованни весело проводить время. Он часто посещал бани, где устраивал пирушки с друзьями. Среди соотечественников за ним закрепилась репутация мастера в организации праздничных мероприятий. В январе 1447 года власти города поручили ему подготовку торжеств по случаю праздника Трёх волхвов. В 1459 году Джованни отвечал за приём сына миланского герцога, посетившего с визитом Флоренцию. Перед Великим постом 1447 года он участвовал и победил в рыцарском турнире. Среди друзей Джованни было много поэтов и музыкантов. Доменико Буркьелло и Франческо д’Альтобьянко Альберти сочиняли в его честь стихи. В 1449 году Фео Белькари посвятил ему «Священное представление об Аврааме и сыне его Исааке». По предложению Джованни органист Антонио Скварчалупи переложил на музыку стихи поэта Росселло Росселли. Сам он тоже посвящал стихи приятелям и играл на нескольких музыкальных инструментах. Ему очень нравилась музыка. В 1455 году композитор Гийом Дюфаи прислал Джованни и Пьеро Медичи свои песни на стихи французских поэтов.

### Брак
В декабре 1451 года семьи Медичи и Алессандри заключили брачный договор, предусматривавший женитьбу тридцатилетнего Джованни на Джиневре, дочери благородного флорентийца Никколо дельи Алессандри. По этому поводу на одной из площадей Флоренции были даны танцы. Матримониальный союз между семьями был следствием признательности Козимо Старшего за поддержку, которую ему оказал Никколо дельи Алессандри во время изгнания Медичи из Флоренции в 1433 году. Официальная церемония бракосочетания состоялась 14 мая 1452 года; по другой версии — 20 января 1453 года. Некоторые искусствоведы полагают, что подарком молодожёнам со стороны родственников невесты стал Алтарь Алессандри — алтарный образ кисти Филиппо Липпи.
В 1454 году у супругов родился сын, который стал их единственным общим ребёнком. Мальчика назвали в честь деда по отцовской линии Козимо, но дома все его звали Козимино, то есть Маленький Козимо. Он умер в ноябре 1459 года, не дожив до совершеннолетия. Джованни тяжело переживал смерть ребёнка. Соболезнования в письменной форме, в связи с постигшей его утратой, Джованни выразили, старый друг герцог урбинский Федерико да Монтефельтро и миланский принц Галеаццо Мария Сфорца, который познакомился с ним и его сыном во время визита во Флоренцию, незадолго до печального события.

### Банкир, политик, меценат

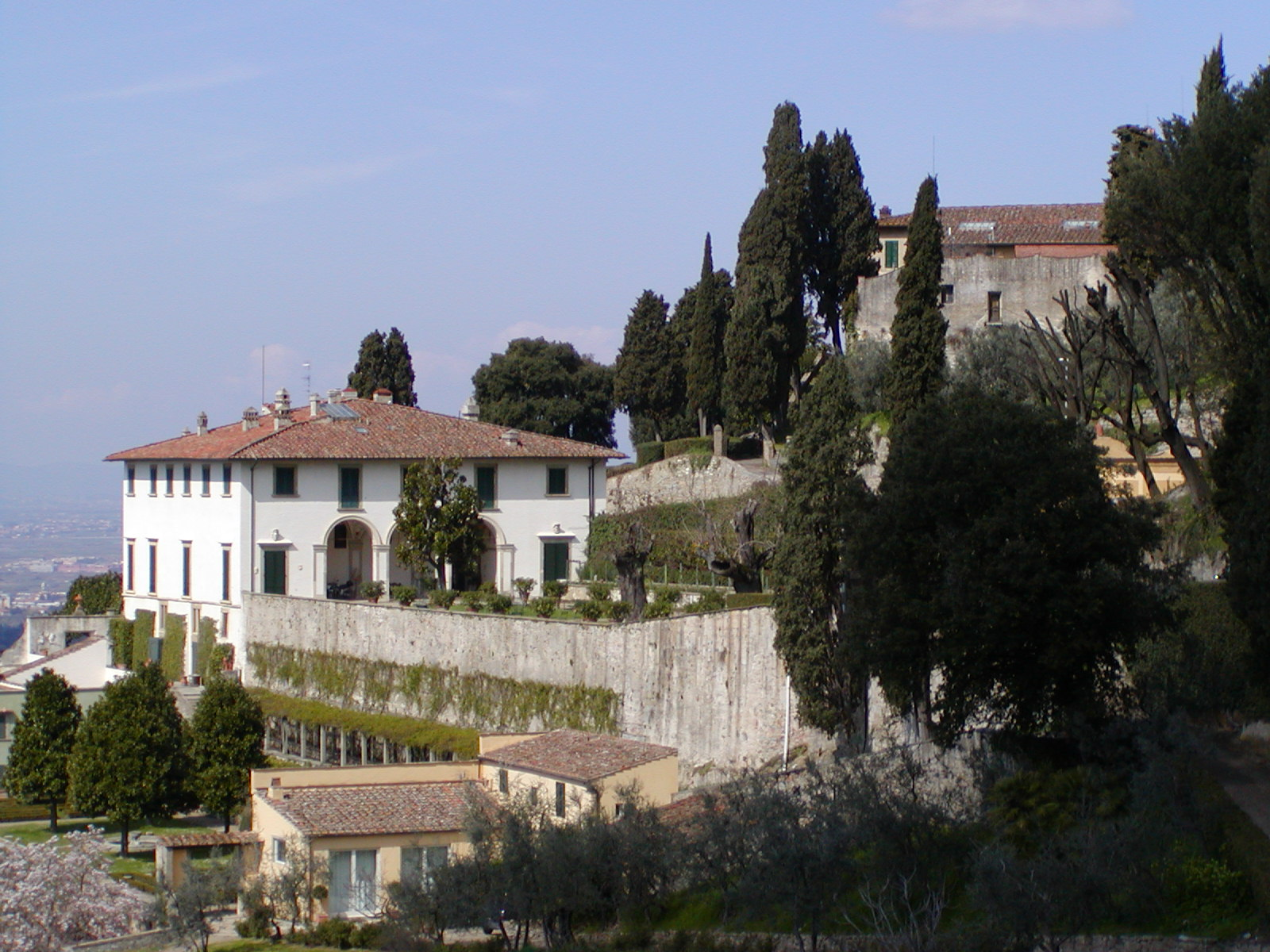
Вилла во Фьезоле, построенная по заказу Джованни Медичи

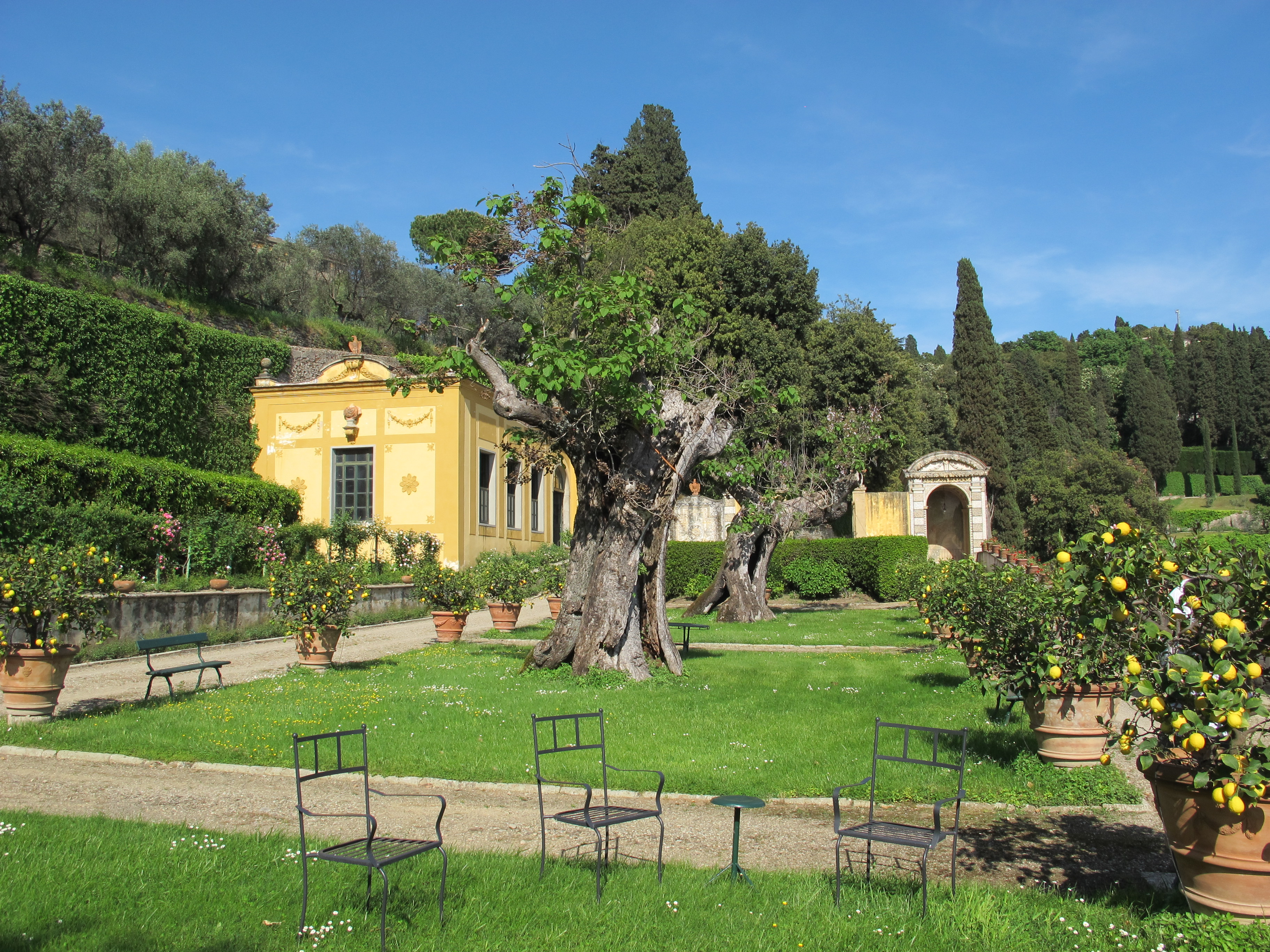
Сад виллы Медичи во Фьезоле

В вопросах политики Джованни всегда был на стороне отца. В октябре 1441 года в Кремоне представлял Флоренцию на бракосочетании Франческо Сфорца и Бьянки Марии Висконти. В феврале—мае 1445 года работал в филиале банка Медичи в Риме. За это время он успел побывать в Л’Акуиле и Неаполе. В 1450 году снова посетил Рим с заданием содействовать повышению статуса при Святом Престоле единокровного брата-священника Карло Медичи и выяснить отношение римского папы Николая V к идее Франческо Сфорца стать герцогом Милана; последний пользовался услугами банка Медичи. В январе—феврале 1454 года Джованни избирался приором. В 1455 году был включён в число избирателей гонфалоньера справедливости. Часто присутствовал на собраниях благородных горожан, которые созывало руководство республики для принятия важных решений.
В мае—июне 1455 года в составе посольства Флоренции посетил Рим. Новый римский папа Каликст III принял флорентийцев, поздравивших его с интронизацией, но отказался присвоить статус кардинала их архиепископу. Из Рима во Флоренцию Джованни привёз античный бюст. В августе того же года выехал в Милан к миланскому герцогу, который выделил землю под строительство филиала банка Медичи в Милане. Джованни руководил постройкой здания, возводившегося по проекту архитектора Микелоццо. В сентябре он вернулся во Флоренцию и сразу был направлен руководством республики с дипломатической миссией в Порто-Пизано, где на встрече с папским легатом Пьером де Фуа должен был прояснить вопрос участия Флоренции в новом крестовом походе против османов. В том же 1455 году Козимо Старший поставил Джованни во главе банка Медичи, однако недовольный тем, как сын руководил семейным делом, в 1463 году приставил к нему в качестве помощника Франческо Сассетти.
В 1457 году Медичи переехали из Старого дома в новый дворец. Джованни с семьёй занял комнаты на первом этаже. Ещё в 1453 году для новых апартаментов им были заказаны в Лилле шесть гобеленов с изображением сцен из поэмы «Триумфы» Франческо Петрарки. Заказанные им в 1459 году другие гобелены были украдены в порту во время отправки во Флоренцию. В Брюгге им были приобретены две большие шпалеры. В 1453 году Джованни заказал скульптору Дезидерио да Сеттиньяно двенадцать бюстов древнеримских императоров, а скульптору Мино да Фьезоле — собственный мраморный бюст. Последний изобразил его в античных доспехах. Свой кабинет Джованни украсил барельефами. Там же стоял мраморный письменный стол работы Донателло. Стены комнат дворца украшали картины Венециано, Липпи и Пезеллино. В 1457 году в дар неаполитанскому королю Альфонсу I им был заказан триптих у Филиппо Липпи, которого он также пригласил расписать алтарь своей домашней капеллы. Стены часовни в 1459 году были расписаны Беноццо Гоццоли. На фресках художник изобразил Джованни в первом ряду за волхвами, между Козимо Старшим и Пьеро Подагриком.
По заказу Джованни архитектором Микелоццо был подготовлен проект двухэтажной виллы. Местом для её строительства было выбрано подножие холма во Фьезоле. Работы по возведению усадьбы длились с 1453 по 1459 год. Кроме автора проекта, в строительстве принимали участие инженеры Леон Баттиста Альберти и Антонио Манетти. Комплекс усадьбы включал главное здание, сад на террасах и хозяйственные постройки. На вилле были предусмотрены библиотека и музыкальный зал с коллекцией музыкальных инструментов и партитур. Для сада Джованни лично привёз из Неаполя экзотические плодовые деревья и растения. Он строил виллу, как место для отдыха, а не ферму, какими в то время были другие загородные дома семьи Медичи. За время строительства виллы Джованни также оплатил ремонт близлежащих монастыря и церкви Святого Иеронима.

### Болезнь и смерть
В сентябре 1463 года Джованни заболел. Болезнь оказалась тяжёлой. У него случился инсульт. Джованни попросил миланского герцога прислать к нему своего личного врача Бенедетто Регардати. Но 1 ноября 1463 года Джованни Медичи умер. Перед смертью он попросил передать его собственность в Маремме и Фучеккьо приюту для бедных девочек, в котором их обучали бы навыкам ремесла. Козимо Старший тяжело перенёс смерть младшего сына, на которого возлагал большие надежды. По свидетельству Никколо Макиавелли, носимый слугами по построенному им новому дворцу, он всё повторял: «Это слишком большой дом для такой маленькой семьи». Джованни похоронили в Старой ризнице базилики Святого Лаврентия во Флоренции. В 1472 году Лоренцо и Джулиано Медичи, племянники покойного, перезахоронили его рядом с останками своего отца Пьеро Подагрика. Надгробье для гробницы Джованни по их заказу было выполнено Андреа Верроккьо.
Вдова Джованни, как и покойный муж, часто посещала бани, чтобы поправить здоровье. Ею был организован круг знатных флорентиек, с которыми она состояла в активной переписке. После смерти супруга, жила во дворце Медичи, где в 1471 году ею было составлено завещание. Джиневра дельи Алессандри умерла 2 августа 1478 года.